# Golofa xiximeca
Golofa xiximeca är en skalbaggsart som beskrevs av Moron 1995. Golofa xiximeca ingår i släktet Golofa och familjen Dynastidae. Inga underarter finns listade i Catalogue of Life.